# Euchlaenidia horae
Euchlaenidia horae är en fjärilsart som beskrevs av Druce 1885. Euchlaenidia horae ingår i släktet Euchlaenidia och familjen björnspinnare. Inga underarter finns listade i Catalogue of Life.